# Wahlenbergia capitata
Wahlenbergia capitata är en klockväxtart som först beskrevs av John Gilbert Baker, och fick sitt nu gällande namn av Mats Thulin. Wahlenbergia capitata ingår i släktet Wahlenbergia och familjen klockväxter. Inga underarter finns listade i Catalogue of Life.